# 松田芳穂
松田 芳穂（まつだ よしほ、1941年9月17日 - ）は、日本の自動車収集家で実業家。

## プロフィール

### レーサー
東京都港区出身。慶應義塾志木高等学校を経て、慶應義塾大学経済学部を卒業。大学在学中は自動車部に所属。浮谷東次郎との出会いの影響などから、1960年代の日本のモータースポーツの黎明期に、船橋サーキットや鈴鹿サーキットなどで複数のレースに参戦した。

### 松田コレクション

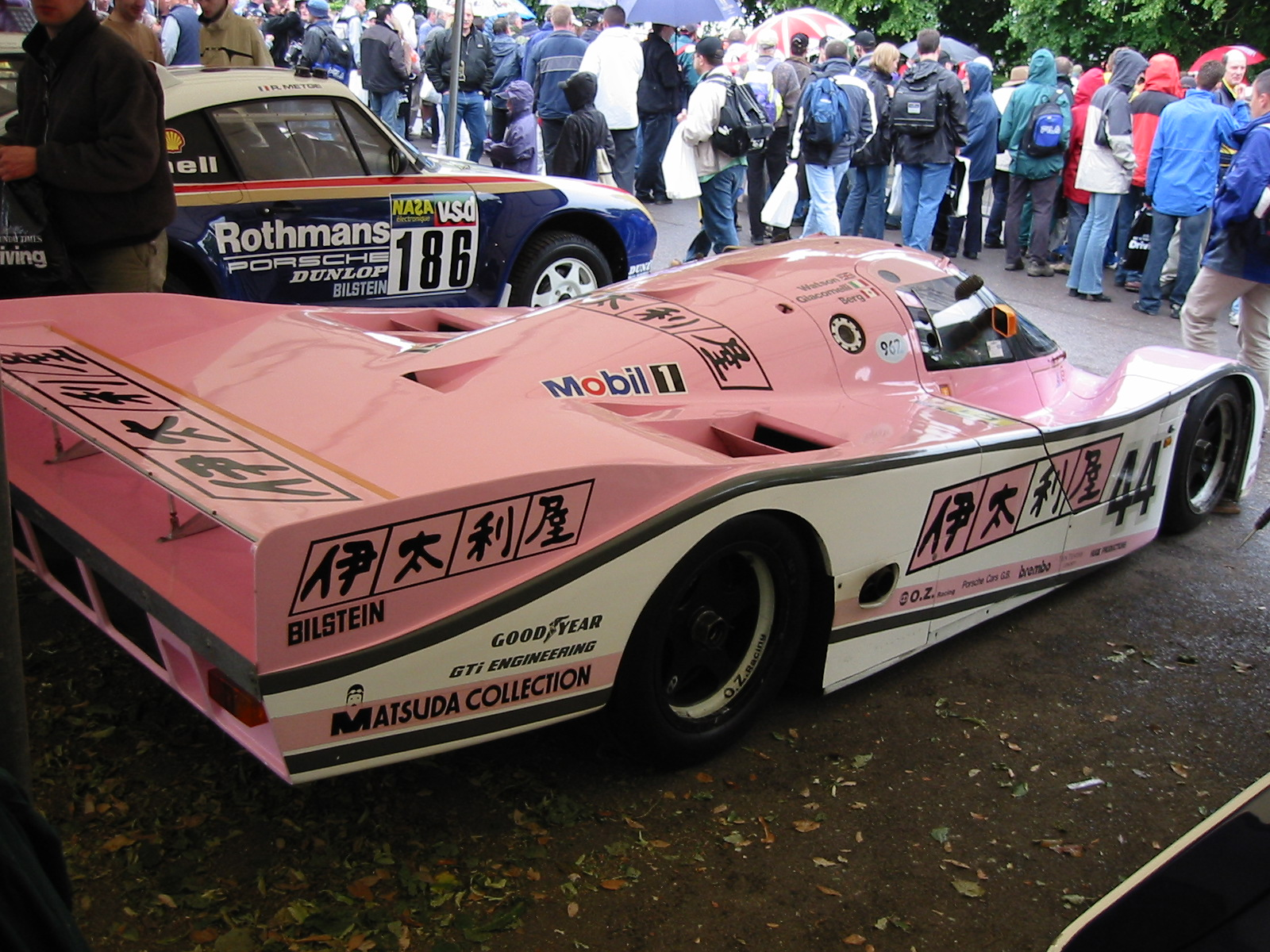
「松田コレクション」のスポンサーを受けたポルシェ・962

その後フェラーリやポルシェを中心とした自動車のコレクションを作り上げ、世界的に著名な「松田コレクション」のオーナーとなる。
また、「松田コレクション」の名で、「WEC-JAPAN」や「全日本スポーツプロトタイプカー耐久選手権」、「ル・マン24時間レース」に参戦するポルシェなどへのスポンサーを行った。
なお、「松田コレクション」は世界的に著名なだけでなく、その選択眼や整備状態も高い評価を受けており、世界のクラシックカー業界においては「元松田コレクション」ということが、コレクション対象となる車種の経歴の確かさを保証する一つのブランドとなっている。

### フェラーリとの関係
松田コレクションを披露する場として、1979年にクラシックカー展示施設の「軽井沢古典車館」を長野県軽井沢町に初めて創設したのを機に、2年後には神奈川県箱根町にポルシェ展示施設の「ポルシェ博物館」を、その後はフェラーリに傾倒し、静岡県御殿場市にフェラーリ展示施設の「フェラーリ美術館」を創設、その館長として知られた（いずれも現在は閉館。最後となったフェラーリ美術館は2008年3月24日に閉館）。また日本初のフェラーリ社公認オーナーズクラブであるフェラーリ・クラブ・オブ・ジャパンの創設に貢献しその会長も務め、創業者エンツォ・フェラーリとも交流を持つ機会を得た。さらに「ミッレミリア」（イタリアで開催）、「ツール・ド・フランス」（フランスで開催）といった世界中の自動車イベントに積極的に参加したほか、1990年代には「フェラーリ・チャレンジ」（コーンズ版）など自らもフェラーリのレース専用マシンでモータースポーツに参戦した。
現在もフェラーリのコレクターとして世界的にも非常に有名で、フェラーリのみならずポルシェ等のスポーツカーのコレクションや、高級モデルカー、自動車に関連した高級腕時計といったコレクションでもその道の第一人者として有名である。なお2014年にはラ フェラーリの日本一号車のオーナーとなった。2021年の雑誌のインタビューでは、これまでクラシックカーが好きで、サーキットを走ったりしても面白かったが、危険を伴うため、全部手放して、安全で速い新しいクルマに乗ろうと決めた、と明かしている。また、合計で400～500台の名車を乗り継いできたなか、これまでで一番印象に残る1台は?という問いに対しては、フェラーリ・250TRと回答している。
2014年に発足したフェラーリの公式オーナークラブである「フェラーリ・オーナーズ・クラブ・ジャパン」（FOCJ）の発起人の1人であり（他に平松潤一郎など）、2020年現在名誉顧問を務める。FOCJイベントは、フェラーリ美術館跡地の「リストランテ桜鏡」（旧ミュゼオ御殿場）や軽井沢の別荘でも度々開催されている。

## 本業
東京都在住。不動産貸付業として都内に約20の駐車場、貸ビルを所有している。

## 受章歴
- イタリア共和国功労勲章（コンメンダトーレ、2006年）[7]